# John Douglas Arnold
John Douglas Arnold (* 1974) ist ein ehemaliger Erdgas-Händler des Energiekonzerns Enron. Nach dessen Zusammenbruch 2002 ging er mit einer eigenen Firma Centauron Advisers auf den Markt. 2012 beendete er im Alter von 38 Jahren seine Handelstätigkeiten und gründete die Stiftung Laura and John Arnold Foundation, um die er sich bis heute (Stand 2019) ausschließlich kümmerte.

## Werdegang
Arnold wuchs als jüngerer von zwei Brüdern in einer Mittelklassefamilie in Dallas auf. Sein Vater war Anwalt und seine Mutter Buchhalterin.  Sein Vater starb, als Arnold 16 Jahre alt war.  Im Jahr 1995 schloss er nach 3 Jahren seine Studiengänge in Mathematik und Wirtschaftswissenschaften an der Vanderbilt University ab.  Er ist Mitglied der  Lambda Chi Alpha Fraternity.
Nach dem College, begann er seine Karriere als Ölanalyst bei Enron, wurde jedoch bald zum unterstützenden Händler befördert. 1996 wechselte er  nach dem Weggang von Jeff Bussan in die Abteilung  Erdgasbüro und handelte mit Derivativen über Erdgas. Indem er das neue Internet-basierte Handelsnetzwerk, EnronOnline, nutzte, erwirtschaftete er im Jahr 2001 eine 3/4 Mrd. US-Dollar für Enron und erhielt einen Bonus von 8 Millionen US-Dollar.  Einer seiner früheren Kollege nannte ihn „den König des Erdgases“ ("the king of natural gas.")
Als Enron im Jahr 2002 zusammenbrach, gründete er Centaurus mit dem Bonus des vorangegangenen Jahres. Sein Unternehmen hatte 2006 3 Mrd. US-Dollar assets under management.
Zu seinen Beschäftigten gehören einige bekannte Energiehändler, darunter der frühere Enron CEO Greg Whalley, sowie Bill Perkins, Mike Maggi, und Conrad Goerl, früher bei MotherRock.
Laut Arnold gab es, nachdem Enron zusammenbrach, eine allgemeine Neubewertung der Kreditrisiken unter den Energieunternehmen. Die Kreditwürdigeren waren weniger dazu bereit mit den weniger kreditwürdigen Geschäfte zu machen. Daher fanden die weniger kreditwürdigen weniger Handelspartner, auch wenn sie sich trotzdem gegen die Preisrisiken in ihrem Geschäft absichern mussten. Hedge Funds waren bis dahin mit Ausnahme der Größten nicht auf dem Markt des außerbörslichen Handels aktiv, weil andere Beteiligte zögerten, in diesem Bereich Kredite zu gewähren. ("After Enron collapsed, there was a general revaluation of credit risk among energy companies. The better credits were less willing to take on the lesser credits as counter parties. So the lesser credits found themselves with fewer counter parties willing to trade with them, even though they still needed to hedge the pricing risks in their business. Hedge funds previously had not been involved in the over-the-counter market, except for the very largest, because the other participants were reluctant to grant credit to that type of entity.")
Während des Zusammenbruchs von Amaranth Advisors im Jahr 2005 wurde es als eines der größeren Unternehmen bezeichnet und erzielte 150 % Rendite im Jahr 2005.
Auf einer Energiekonferenz äußerte Arnold, dass er danach Ausschau hält, Wetten auf einem Markt zu platzieren der biased ist ... Wir fragen uns, ob wir identifizieren können,  was den Preis auf dem Markt auf unfairem Wert drückt und wie wir wieder auf seinen fairen Wert zurückbringen können. ("to place bets on a market that he determines is ‘biased’ ... [W]e ask ourselves can we identify what is forcing a market to price a product at an unfair value, and then, what will push it back to fair value.") Arnold bezog sich auch auf den Spekultativen der auf den unregulierten  außerbörslichen Handel Intercontinental Exchange (ICE) and NYMEX's Clearport Trading stattfindet: „Der Handel ging niemals weg ... was ihn geändert hat, ist der unkommerzielle Interessentyp ...  denn dafür hatte es niemals soviel Interessen von Investoren gegeben wie heute.“ ("Trading never went away ... [W]hat has changed is the non-commercial type of interest ... [B]ecause of this there has never been as much investor interest ... as there is today.")
Im August 2008 erwarb ungefähr 10 % der Anteile der National Coal Corporation (NCOC).
John D. Arnold hielt im August 2009, nachdem er Jahr zuvor einen Gewinn von nahezu 8 Mrd US-Dollar erzielen konnte, eine seiner seltenen öffentlichen Ansprachen vor der CFTC (U.S. Commodity Futures Trading Commission), worin er sich gegen Begrenzungen auf finanzielle Handelspositionen, aber für die Begrenzungen für physische Energiefutures wegen ihrer baldigen Erschöpfung aussprach. Wie Arnold der CFTC mitteilte: "I try to buy things whenever they're trading below what [our] analysis shows to be fair value and sell things whenever our analysis shows that the forward curve is higher than our analysis of fair value."
Im Jahr 2011 stifteten Arnold und seine Frau 100 Mio. US-Dollar für verschiedene Zwecke, worunter auch die Gründung der Stiftung Laura and John Arnold Foundation fiel.
Mit 38 Jahren schloss er den Centaurus Energy Master Fund und ging in den Ruhestand, um sich seiner Stiftung, der Laura and John Arnold Foundation, und seiner Familie, Ehefrau und drei Kinder, zu widmen. Deren Mittel sollen eingesetzt werden, um große Probleme der Gesellschaft zu analysieren, für die es keine einfachen Lösungen gibt. Die Laura and John Arnold Foundation konzentriert sich auf drei Hauptaufgabengebiete: Strafgerichtsbarkeit, Bildung und Rechenschaftspflicht des Staates. Das erinproject soll die Schulentwicklung koordinieren. Die für Projekte eingesetzten Mittel im Jahr 2012 betrugen 423 Millionen Dollar.